# Der Mann, der nach der Oma kam
Der Mann, der nach der Oma kam ist ein vom DEFA-Studio „Gruppe Johannisthal“ produzierter Spielfilm des Regisseurs Roland Oehme aus dem Jahr 1971. Der Film beruht auf der Erzählung „Graffunda räumt auf“ von Renate Holland-Moritz. Der Film wurde am 10. Februar 1972 im Berliner Kino International uraufgeführt und avancierte mit mehr als 3,3 Millionen Besuchern zu einem der erfolgreichsten DEFA-Lustspielfilme überhaupt.

## Handlung
Bei Piesolds gibt es ein Problem: Die Oma, welche bisher den florierenden Haushalt der in einem großzügigen Heim wohnenden Künstlerfamilie geführt hat, tritt selbst wieder in den Stand der Ehe und quittiert den Dienst. Da Günter Piesold als erfolgreicher Fernsehkomiker und Gudrun Piesold als vielbeschäftigte Schauspielerin keine Zeit haben, den Haushalt allein zu führen, und die drei Kinder schnell ein großes Chaos anrichten, muss schnellstmöglich Ersatz für Oma Piesold her. Auf die aufgegebene Annonce meldet sich ein junger, attraktiver und auch noch intelligenter Mann namens Erwin Graffunda.
Schnell bekommt Graffunda den Haushalt in den Griff und wird von den Piesoldschen Kindern gemocht. Die Nachbarn jedoch fangen zu tratschen an, kann doch so ein schöner Mann unmöglich nur das Kindermädchen der Familie sein. Die Gerüchte gehen so weit, dass Graffunda nicht nur als geheimer Liebhaber von Gudrun gilt, sondern ihm auch die Vaterschaft der jüngsten Tochter Anne angedichtet wird. Es kommt zum Eklat und Graffunda geht. Am Ende stellt sich jedoch heraus, dass er an seiner Dissertation zur Emanzipation der Frau arbeitet und bei Piesolds praktische Erfahrung sammeln wollte. Er ist zudem verlobt, und seine Verlobte Marianne erwartet ihr erstes Kind – so werden am Ende alle Gerüchte widerlegt.

## Drehort

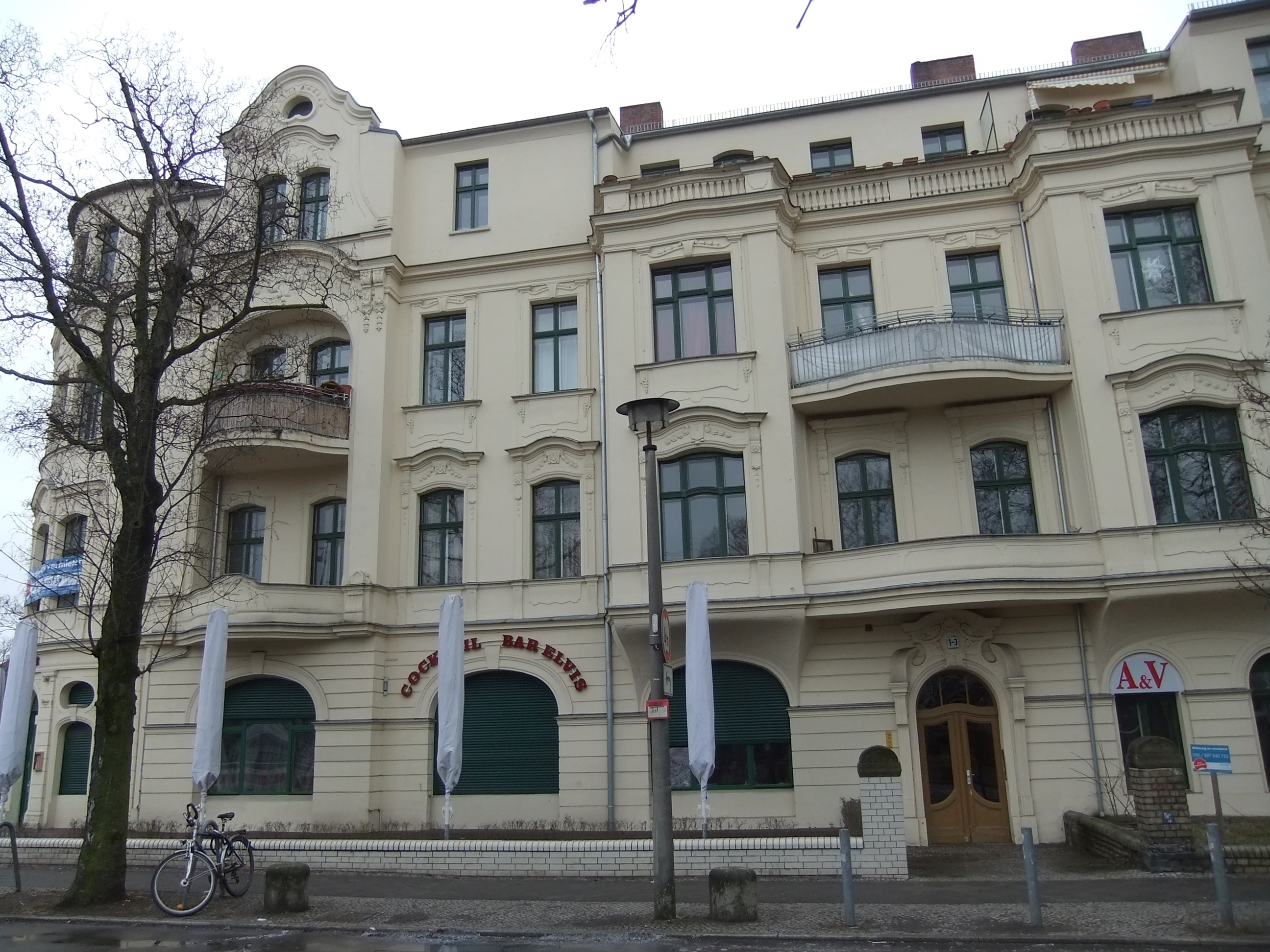
Drehort in der Treskowallee

Drehort war unter anderem das denkmalgeschützte Haus Treskowallee 116 in Berlin-Karlshorst.

## Kritiken
- „Lustspiel mit zahlreichen originellen Einfällen, die vor allem aus der Umkehrung traditionellen Rollenverhaltens entstehen.“ (Lexikon des internationalen Films)[5]
- Und die als scharfzüngige Filmkritikerin bekannte Renate Holland-Moritz ließ sich mit der Aussage zitieren: „Offen gestanden war mir bei dem Gedanken an die Verfilmung meines Buches zunächst gar nicht wohl. Aber in Roland Oehme begegnete ich einem Regisseur, dessen Arbeitsweise ich für beispielhaft halte. Und also ist mir nun wohl. Sein Film gefiele mir auch, wenn die Vorlage nicht von mir wäre...“[6]